# Lorenz (Breslau)
Lorenz (auch: Laurentius; † 7. Juni 1232) war Bischof von Breslau.

## Leben
Über seine Herkunft und Ausbildung ist nichts bekannt. Es wird vermutet, dass er dem schlesischen Geschlecht der Pogrell entstammte.
Nach dem Tod des Breslauer Bischofs Cyprian wurde Lorenz 1207 zu dessen Nachfolger bestimmt. Die Bischofsweihe erfolgte durch den Gnesener Erzbischof Heinrich I. Kietlitz im Benediktinerkloster Ołobok.
Lorenz soll an den Synoden von Glogau (1208), Borzykowa (1210), Mstów (1212), Trebnitz (1219) und am Vierten Laterankonzil teilgenommen haben. Als enger Mitarbeiter des Gnesener Metropoliten war er an der Einführung der Gregorianischen Reformen beteiligt. Am 25. August 1219 weihte er die von Herzog Heinrich I. und seiner Gemahlin Hedwig von Andechs gestiftete Klosterkirche von Trebnitz.
Während seiner Amtszeit erhielt das Breslauer Domkapitel das Recht der Bischofswahl sowie das Recht der Bistumsverwaltung während einer Sedisvakanz. Zudem wurde die Anzahl der Domherren festgelegt und die Archidiakonate Glogau und Oppeln gegründet. Das Rybniker Prämonstratenserinnen-Kloster wurde nach Czarnowanz bei Oppeln verlegt. Weitere Gründungen waren
- das Kollegiatstift Glogau
- die Augustiner-Chorherren Klöster Kamenz und Naumburg am Bober
- das Zisterzienserkloster Heinrichau
- die Niederlassung der Dominikaner in Breslau.

Lorenz förderte die deutsche Kolonisation im Gebiet der Kastellanei Ottmachau und auf den bischöflichen Gütern in Ujest im Herzogtum Oppeln. Als Zentrum des späteren Bistumslandes gründete er vor 1223 die Stadt Neisse, und auch die Gründung der Stadt Ziegenhals geht auf ihn zurück. Wegen seiner guten Beziehung zum schlesischen Herzoghaus wurde der bischöfliche Landbesitz durch Herzog Heinrich I. erweitert.